# Licuala scortechinii
Licuala scortechinii är en enhjärtbladig växtart som beskrevs av Odoardo Beccari. Licuala scortechinii ingår i släktet Licuala och familjen Arecaceae. Inga underarter finns listade i Catalogue of Life.